# Rana chaochiaoensis
Rana chaochiaoensis es una especie de anfibio anuro de la familia Ranidae.

## Distribución geográfica
Esta especie es endémica del sur de la República Popular de China. Se encuentra en las provincias de Sichuan, Guizhou y Yunnan. 
Su presencia es incierta en Birmania y Vietnam.

## Etimología
El nombre de la especie está compuesto de chaochiao y del sufijo latino -ensis que significa "que vive, que habita", y le fue dado en referencia al lugar de su descubrimiento, Chao-chiao-city, ahora llamada Zhaojue.

## Publicación original
- Liu, C.-c. (1946). «A new woodfrog Rana chaochiaoensis with a discussion of its allied species, from West China». Journal of the West China Border Research Society (Series B) (en inglés) (Chengtu: West China Border Research Society) 16: 7-14.[4]